# Anton Kodżabaszew
Anton Kodschabaschew (cyryl. Антон Коджабашев, ur. 22 sierpnia 1959) — były bułgarski sztangista, trzykrotny mistrz świata w kategorii do 56 kilogramów.

## Kariera
W 1979 zdobył złoty medal na mistrzostwach świata w Salonikach. Sukces ten powtórzył w 1981 roku w Lille oraz w 1982 roku w Lublanie.